# Bust-a-Move DS
Bust-a-Move DS, pubblicato come Hippatte!! Puzzle Bobble (ひっぱって!!パズルボブル?, Hippatte!! Pazuru Boburu) in Giappone, è un videogioco rompicapo della serie Puzzle Bobble sviluppato da Happy Happening e pubblicato da 505 Games il 3 febbraio 2006 per Nintendo DS. Il gioco non va confuso con Puzzle Bobble DS, titolo uscito esclusivamente in territorio nipponico il quale presenta uno stile di gioco completamente differente da questo.

## Modalità di gioco
Il titolo mantiene le medesime caratteristiche dei giochi precedenti tranne per il sistema del cannone che veniva impiegato per sparare le palline colorate, il quale è stato sostituito da una fionda che viene tenuta da due personaggi.

## Accoglienza
| Testata                            | Giudizio |
| ---------------------------------- | -------- |
| Metacritic (media al 18-03-2020)   | 75/100   |
| GameRankings (media al 09-12-2019) | 74.82%   |
| Eurogamer                          | 6/10     |
| G4                                 | [ 8 ]    |
| IGN                                | 7.5/10   |
| Pocket Gamer                       | 5/10     |

Bust-a-Move DS ha ricevuto recensioni nella media favorevoli.